# جون باول (ملحن أمريكي)
جون باول (بالإنجليزية: John Powell)‏ هو ملحن وعازف بيانو أمريكي، ولد في 6 سبتمبر 1882 في ريتشموند في الولايات المتحدة، وتوفي في 15 أغسطس 1963 في شارلوتسفيل في الولايات المتحدة.

## وصلات خارجية
- جون باول على موقع ميوزك برينز (الإنجليزية)
- جون باول على موقع ديسكوغز (الإنجليزية)